# الیور گلدسمیت
الیور گلدِسمیت (۱۷۲۸تا۱۷۷۴) نویسنده، نمایشنامه‌نویس و  شاعری انگلیسی‌ایرلندی بود. مشهورترین اثر وی شهروند جهانی یا نامه‌هایی از یک فیلسوف چینی نام دارد که در آن، به تقلید از کتاب نامه‌های ایرانی اثر شارل دو مونتسکیو، نقدهایش به جامعهٔ بریتانیا (و در کل غرب) را از زبان جهانگردی چینی بیان می‌کند. تابه‌حال از وی کتاب‌های زیر به فارسی ترجمه و چاپ شده‌اند: اشتباهات یک شب، چگونه می‌توان خوشبخت بود، کشیش دهکده و سرگذشت خانوادهٔ دکتر پریمورس.